# Parque Central de Valencia
El Parque Central de Valencia constituye, como operación ferroviaria y urbana, el proyecto de mayor trascendencia que acomete actualmente la ciudad de Valencia. Desde el punto de vista ferroviario, Valencia forma parte de la red de ciudades españolas conectadas por alta velocidad y, cuando finalice esta actuación, contará con una mayor capacidad de servicios de cercanías. En la vertiente urbanística, gracias al soterramiento del ferrocarril, se recuperará una parte del centro de la ciudad con un nuevo parque de 244 000 m² y nuevos equipamientos públicos facilitando, además, la integración de barrios ahora divididos por el ferrocarril. 
El Parque Central está ubicado entre los distritos del Ensanche, Extramurs, Jesús, Patraix y Quatre Carreres. Cuenta con 110 000 m² de áreas verdes y cuando termine su última fase tendrá un tamaño de unos 230 000 m², siendo el parque más grande de Valencia después del Jardín del Turia.
La actuación es fruto del convenio suscrito en el año 2003 entre el Ministerio de Fomento, la Generalitat, el Ayuntamiento de Valencia, Adif y Renfe Operadora para la reordenación de la red arterial ferroviaria de Valencia. En abril de ese mismo año se creó la sociedad Valencia Parque Central Alta Velocidad 2003 S. A., con el fin de facilitar la coordinación de las actuaciones correspondientes y el desarrollo de la transformación urbanística derivada de estas obras.
La actuación Valencia Parque Central contempla la construcción de la Estación Central, de carácter intermodal, que permitirá todas las conexiones ferroviarias con el metro y el tranvía, además de otras obras ferroviarias como las que ya han permitido la incorporación de la línea de alta velocidad Madrid-Valencia. Entre las acciones urbanísticas destaca la ejecución de un gran parque urbano diseñado por la paisajista Kathryn Gustafson, que ocupará la actual playa de vías. La Actuación permitirá además la reordenación de la red viaria, que contempla la ejecución del Bulevar García Lorca y la supresión del viaducto de la avenida de Giorgeta y del túnel de las Grandes Vías.
El día 17 de diciembre de 2018 se inauguró la primera fase del parque, tras más de tres años de obras.

## Parque Central

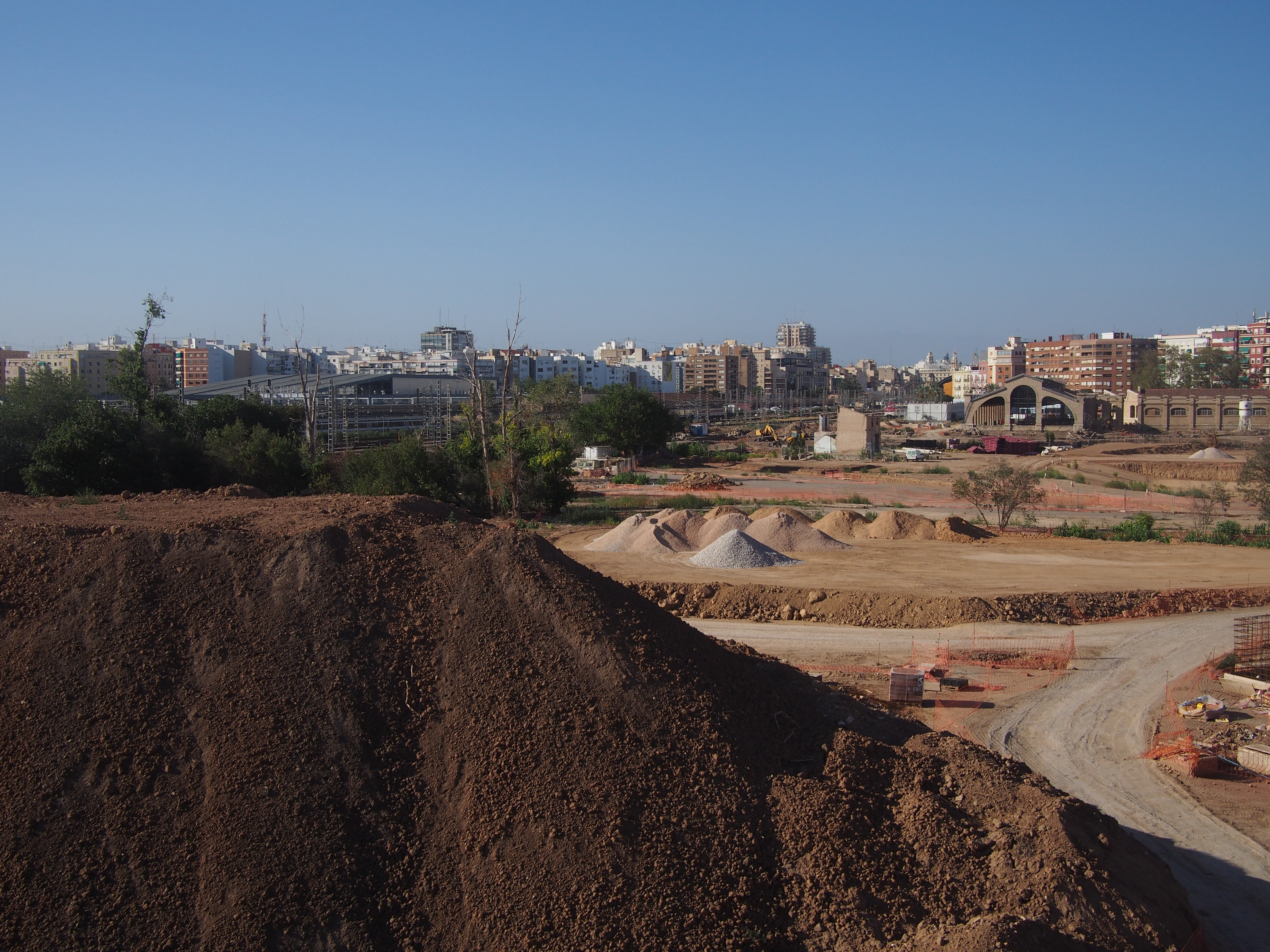
Obras del Parque Central desde el puente de Giorgeta, agosto de 2016

### Diseño

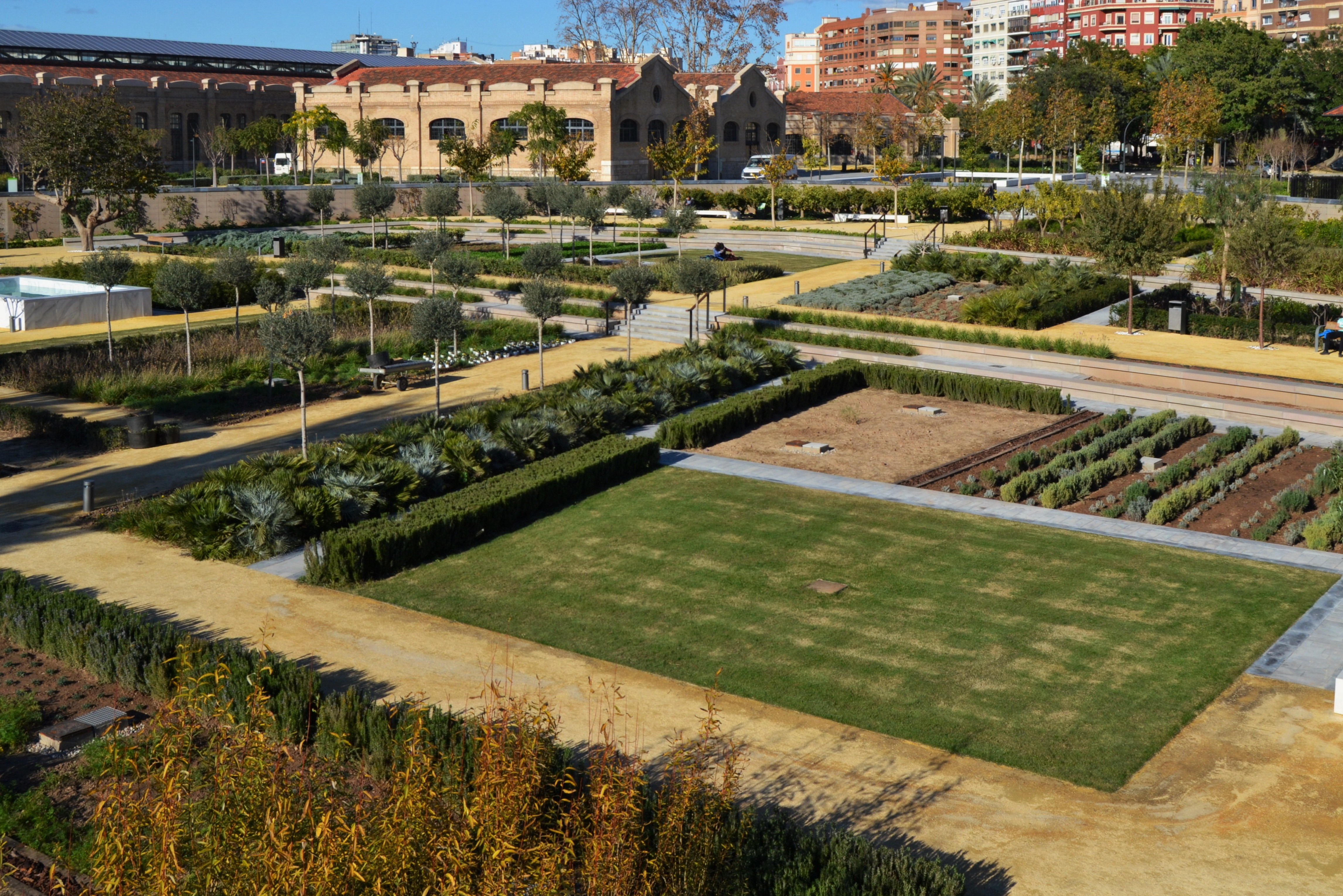
Zona del jardín de la huerta del Parque Central.

Diseñado por la paisajista Kathryn Gustafson, el parque Central de Valencia será un nuevo polo vertebrador de la ciudad y recuperará un espacio que hasta ahora la dividía en dos. La luz, el agua y el verde son los principales elementos de este gran parque urbano de 24 hectáreas.
Gracias a la planificación urbanística y al soterramiento del ferrocarril, Valencia recupera un espacio céntrico de destacadas dimensiones. Una actuación urbanística con metas tan notables como el cierre del ensanche histórico, la integración de barrios hasta ahora separados por las vías, el parque Central, el Bulevar García Lorca y otras zonas de equipamientos educativos y sociales, así como más capacidad residencial y terciaria.
El parque Central da nombre al conjunto de esta actuación. El proyecto de la paisajista Kathryn Gustafson contempla la urbanización de una zona de 63 hectáreas y tiene como elemento principal un enorme parque que será un pulmón verde de 244 000 m².
El proyecto cuenta para su redacción con un equipo de cuatro despachos profesionales: Gustafson Porter Ltd; Borgos Pieper Ltd; Nova Ingeniería y Gestión y Grupotec Servicios de Ingeniería.
El diseño de Gustafson fue elegido unánimemente, el 25 de enero de 2011, en un concurso de ideas al que se presentaron treinta y seis propuestas de ocho países. En la fase final concurrieron cinco grandes estudios de arquitectura, ingeniería y paisajismo con proyectos de una excelente calidad.

### La estrategia de desarrollo urbanístico

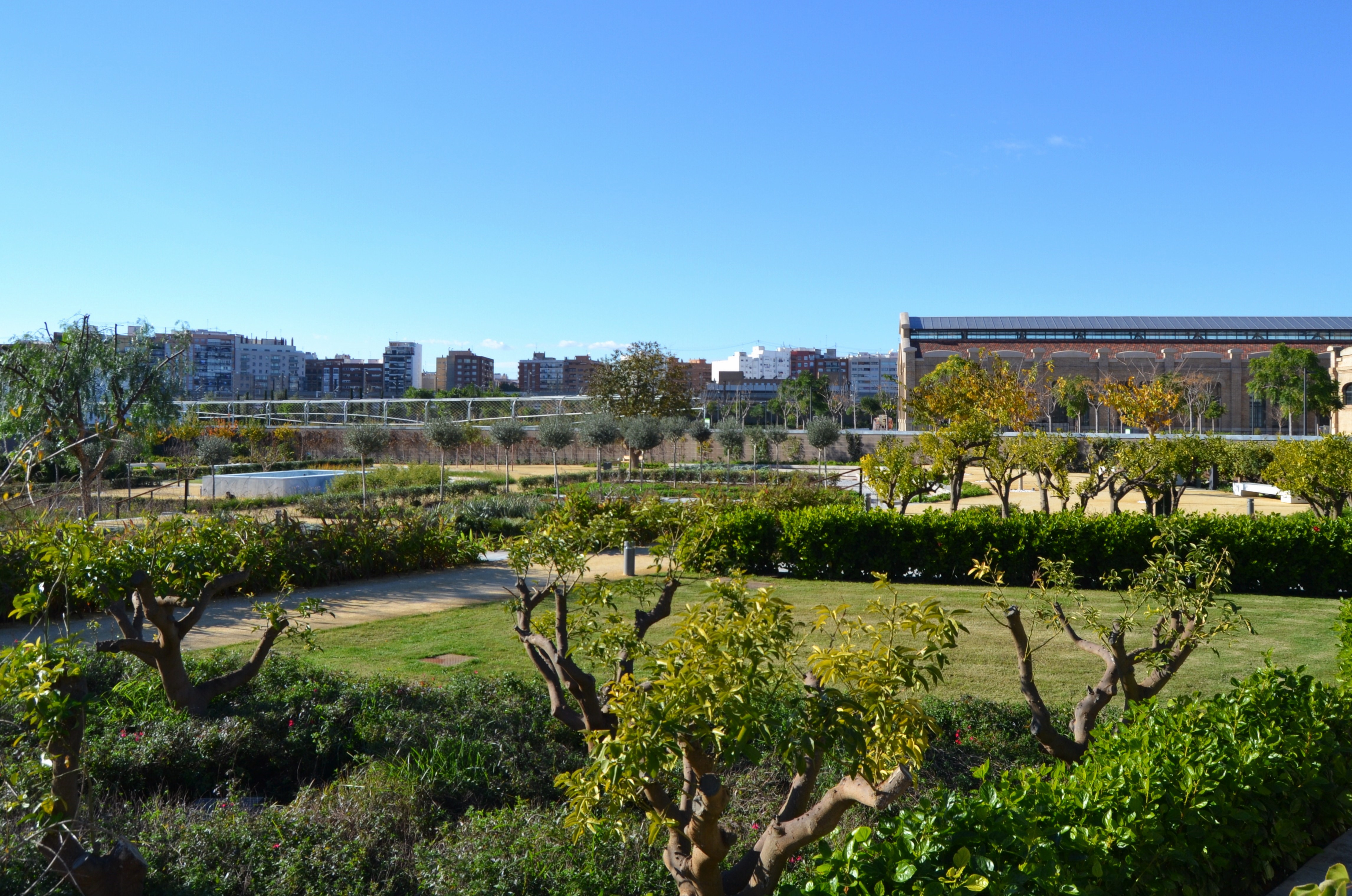
Vista de los jardines del parque en 2018.

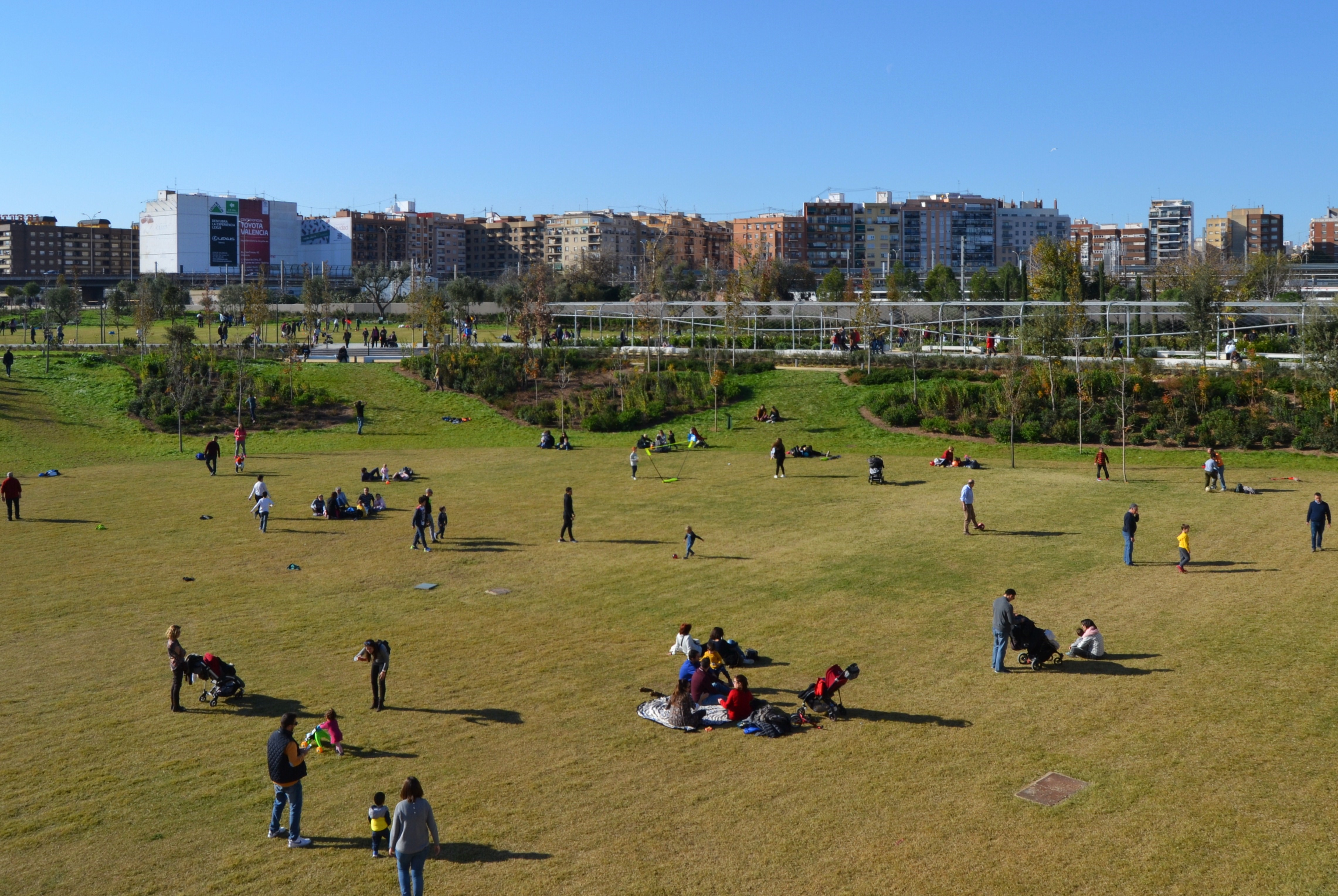
El jardín de la Infancia.

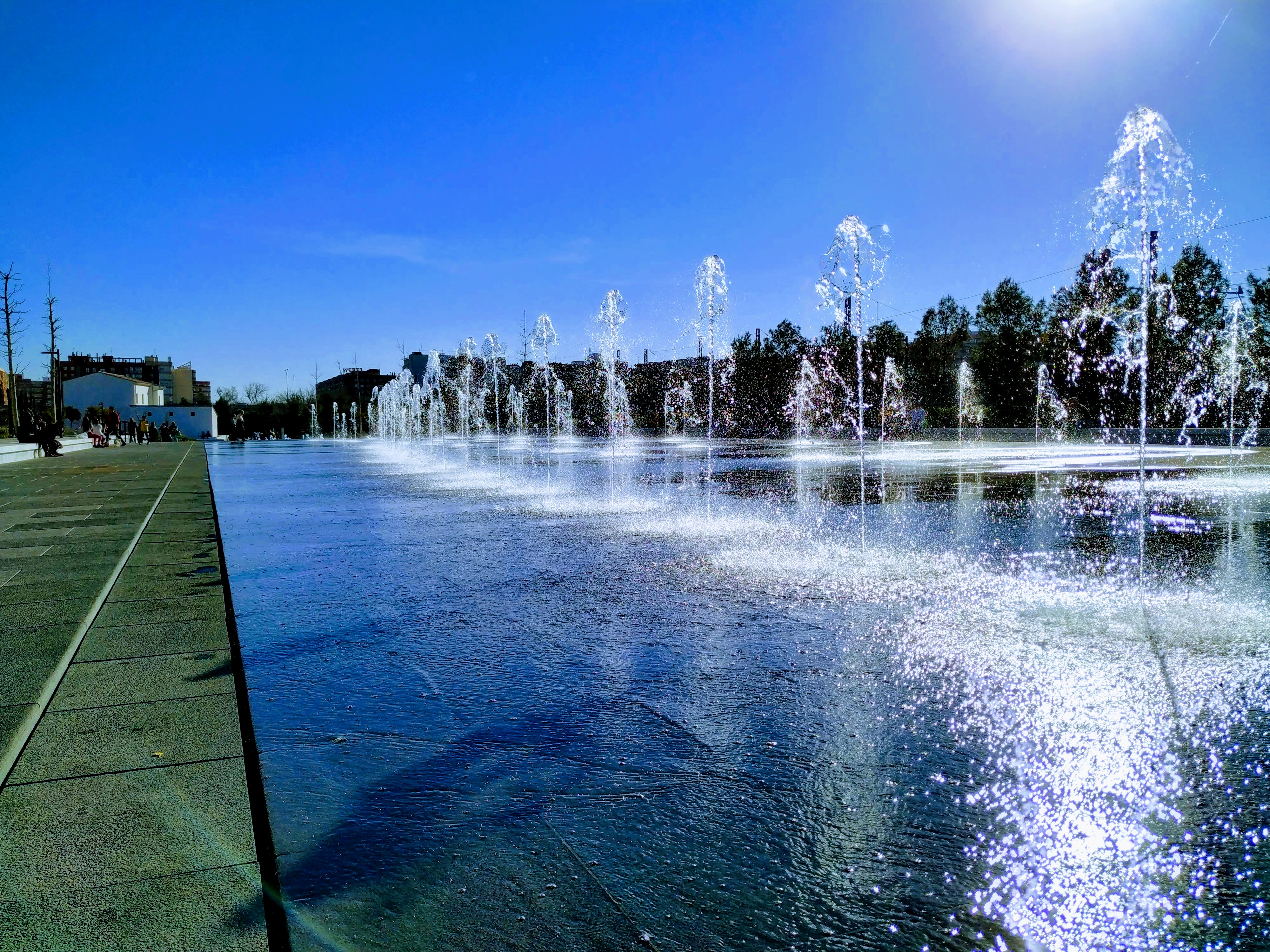
El estanque de la Panderola en el parque.

El parque Central de Valencia constituye una de las últimas piezas urbanas de envergadura que falta por desarrollar de la ciudad. Debido a las actuaciones ferroviarias pendientes (3ª fase del Canal de Acceso -en ejecución desde febrero de 2023- , Eje Pasante y Estación Central) y con el fin de proporcionar lo antes posible los espacios públicos a los ciudadanos, se ha planteado un desarrollo urbanístico por fases a medida que se vaya liberando el suelo como consecuencia de la ejecución de esas obras ferroviarias.

#### Primera fase
Gracias a la disponibilidad de terrenos no afectados por los servicios ferroviarios se ha realizado una primera fase de la urbanización, que incluye la ejecución del parque Central en la zona próxima a los barrios de Russafa y Malilla. Esta primera fase fue abierta al público el 17 de diciembre de 2018. La firma de convenios de cesión de suelo con los propietarios del espacio cercano a Russafa-Malilla permitió iniciar la urbanización en esta zona en mayo de 2015, sin necesidad de esperar al proyecto de reparcelación. Con la urbanización de 110 826 m² de superficie, las obras del parque Central en la zona Russafa-Malilla suponen el 40% del total del parque. El proyecto incluye la rehabilitación de las naves y talleres del arquitecto Demetrio Ribes, autor de la estación Valencia Norte.

#### Segunda y tercera fase
Incluye la urbanización del resto de terrenos desafectados una vez ejecutadas las obras ferroviarias pendientes: el soterramiento del Canal de Acceso y la construcción de la estación Central, que conllevaría la desaparición de la Estación Joaquín Sorolla. Tras ello se podrá acometer la urbanización de una nueva zona proporcionando nuevas dotaciones públicas y más suelo a edificar. Se ejecutaría el resto del parque Central, el bulevar de García Lorca y se suprimiría el paso superior de la avenida de César Giorgeta y el túnel de las Grandes Vías.

### El parque

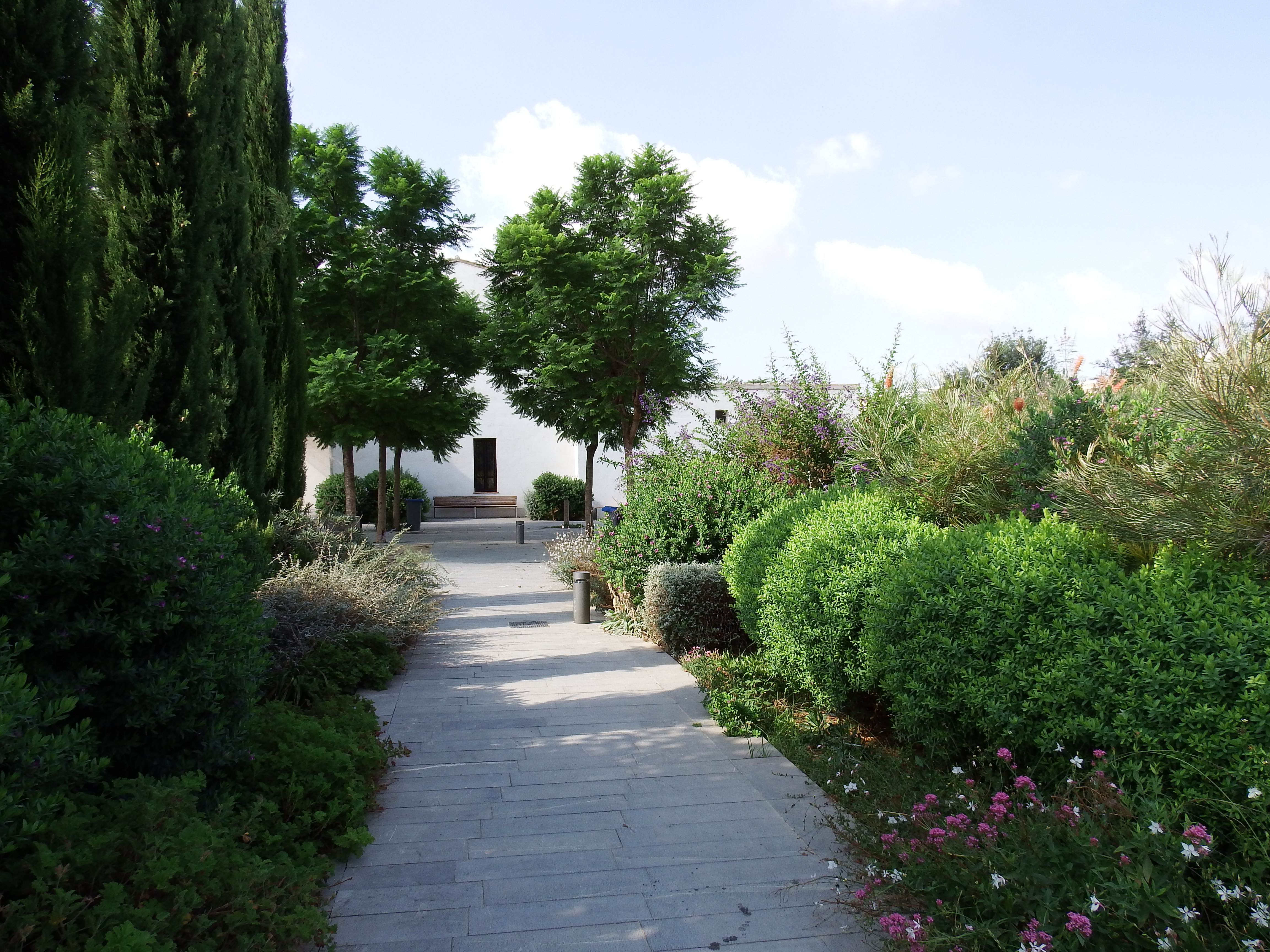
Camino por los jardines del Parque Central.

Un poema de Ausiàs March, Aigüa plena de seny , da nombre al diseño elegido para el parque Central en el que la luz, el agua y el verde son los principales elementos. El parque se estructura en torno a una red de paseos que conectarán las calles colindantes tanto en sentido norte-sur como este-oeste. Esta red de paseos genera diferentes espacios con un tratamiento específico en función de los usos de cada uno de ellos, como el Jardín de Aromas, pensado para invidentes, o el auditorio al aire libre, entre otros. En paralelo a esos itinerarios, ocho canales de agua recorrerán el parque y desembocarán en lagunas y fuentes.

#### El diseño del paisaje
Cada zona del parque diseñado tiene su propia tipología botánica combinando praderas, jardines, arbustos y arbolado. El proyecto elegido propone espacios para ciudadanos de todas las edades y recupera los edificios ferroviarios protegidos que se integran con el paisaje y la vegetación del parque.
El diseño sigue los criterios de eliminación de barreras arquitectónicas y prevé la continuidad de la red de carril bici de la ciudad.

#### Accesos y seguridad
La seguridad es otro de los aspectos fundamentales. Una parte del recinto se cerrará al público por las noches, mientras otras permanecerán abiertas las 24 horas. Contará con nueve accesos y un sistema de vigilancia técnica por cámaras. Para contribuir a aumentar la sensación de seguridad dentro del parque, cuenta con iluminación nocturna de bajo consumo.

## Infraestructuras ferroviarias
Valencia está en la confluencia entre el Corredor Mediterráneo y la línea de alta velocidad Valencia-Madrid y cuenta con una extensa red de transporte urbano y metropolitano. Desde finales de 2010 forma parte de la red de ciudades españolas conectadas por alta velocidad y, cuando finalice esta actuación, contará con una mayor capacidad de servicios de trenes de cercanías.

### El convenio de 2003
En el año 2003 el Ministerio de Fomento, la Generalitat, el Ayuntamiento de Valencia, el GIF y RENFE firmaron un convenio para acometer la remodelación de la red arterial ferroviaria de Valencia, constituida por la Estación del Norte —dispuesta en fondo de saco— un haz de vías que divide la ciudad y unas instalaciones para el mantenimiento de los servicios ferroviarios situadas dentro del área urbana, en el espacio destinado al futuro parque Central. En materia ferroviaria, el citado convenio tiene como objetivos incorporar la nueva línea de alta velocidad en la red arterial ferroviaria del área metropolitana de Valencia; mejorar los servicios de viajeros manteniendo la centralidad de la estación y su transformación en un gran nudo multimodal; y optimizar los servicios de mercancías concentrando las instalaciones y fomentando la intermodalidad.

### La nueva red ferroviaria

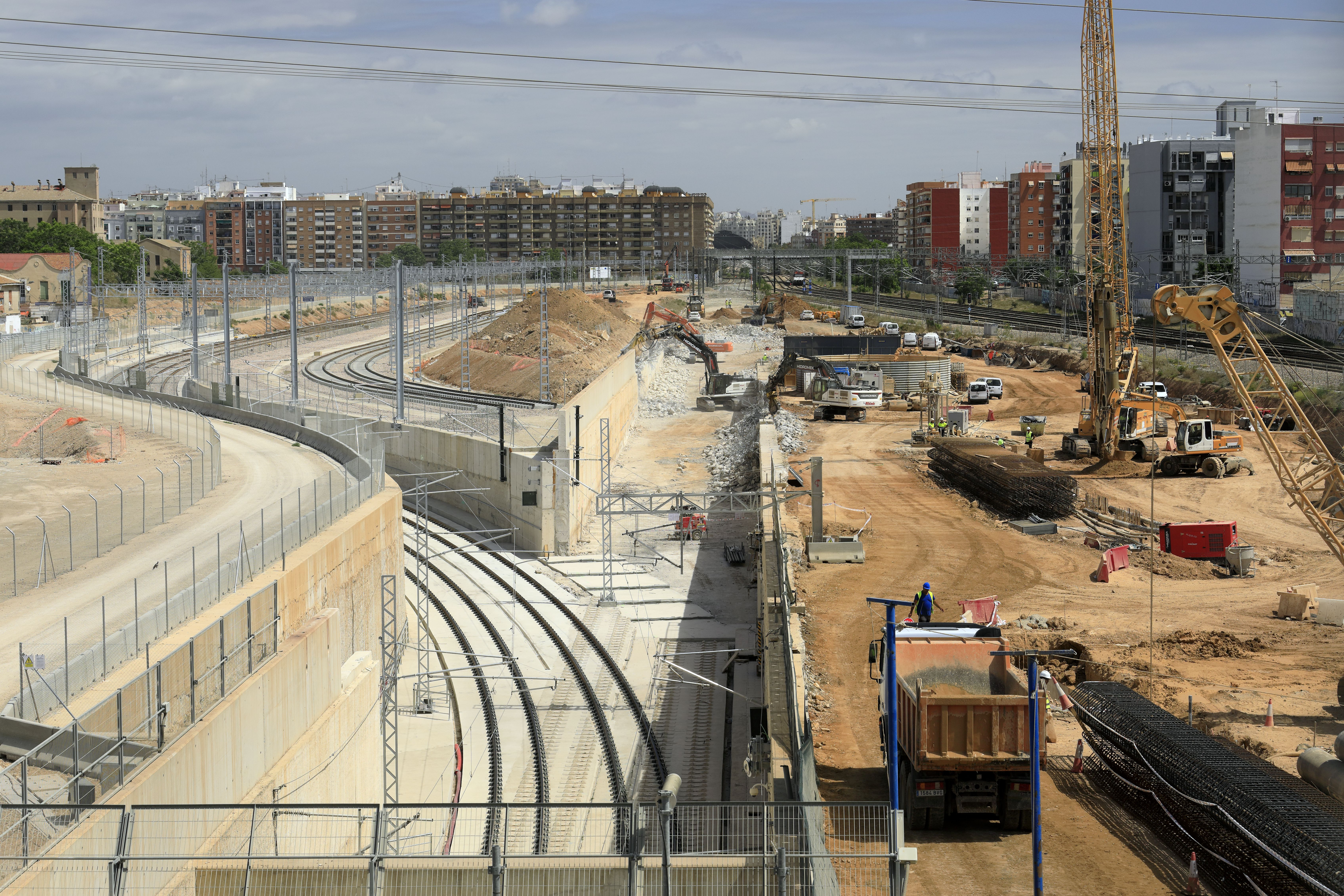
Vista de las obras de soterramiento de las vías ferroviarias en 2024.

La operación ferroviaria consiste en la ejecución de un nuevo acceso al sur de Valencia, un túnel ferroviario soterrado de casi nueve kilómetros que atraviesa la ciudad; y la reordenación de líneas e instalaciones de mercancías. El nuevo acceso sur a la ciudad se encuentra en la confluencia entre la línea de alta velocidad Madrid-Valencia (con tráfico exclusivo para viajeros) y el Corredor Mediterráneo (que comprende líneas para viajeros y líneas de mercancías).
La línea de alta velocidad que une las ciudades de Madrid y Valencia está operativa desde diciembre de 2010 con un trayecto que dura 95 minutos.
La travesía soterrada de nueve kilómetros cruzará la ciudad de sur a norte. Este proyecto se descompone en varias partes para su ejecución y está constituido por el Nudo Sur, el Canal de Acceso, la Estación Central, el túnel pasante y las estaciones de Aragón, Universidad y Sant Isidre. La reordenación de las instalaciones de mercancías e instalaciones ferroviarias de mantenimiento en el complejo ferroviario de Font de Sant Lluís, frente a la zona sur del puerto, ya está finalizada y acoge la nueva estación de mantenimiento o Centro de Tratamiento Técnico. La Actuación prevé, además, una conexión directa para las mercancías desde el Acceso Sur hacia el puerto de Valencia, atravesando el complejo ferroviario de Font de Sant Lluís.

### Las nuevas estaciones

#### Estación Central
La Estación Central de Valencia, diseñada por el arquitecto César Portela, es un complejo compuesto por un nuevo vestíbulo en superficie que integrará la actual Estación del Norte (declarada Bien de Interés Cultural en 1993); un recinto ferroviario subterráneo constituido por 12 vías y andenes distribuidos en dos niveles de 6 vías cada uno; un gran aparcamiento subterráneo y un edificio de usos terciarios de unos 45.000 m² construidos.
La nueva estación tendrá carácter intermodal y pasante en lugar de la disposición actual en fondo de saco. Dos niveles de andenes subterráneos y un nuevo vestíbulo ampliarán la Estación del Norte hacia el sur, entre las calles de Játiva, Bailén, Alicante y la Gran Vía. Estará ubicada muy próxima a las estaciones de metro de Xàtiva, Jesús y Plaza de España y quedará directamente conectada con las estaciones de metro y tranvía de Bailén y Alicante. En su entorno más inmediato hay paradas de autobuses que dan servicio a más de 40 líneas urbanas, paradas de taxis y servicios de bicicletas.

#### Valencia-Joaquín Sorolla

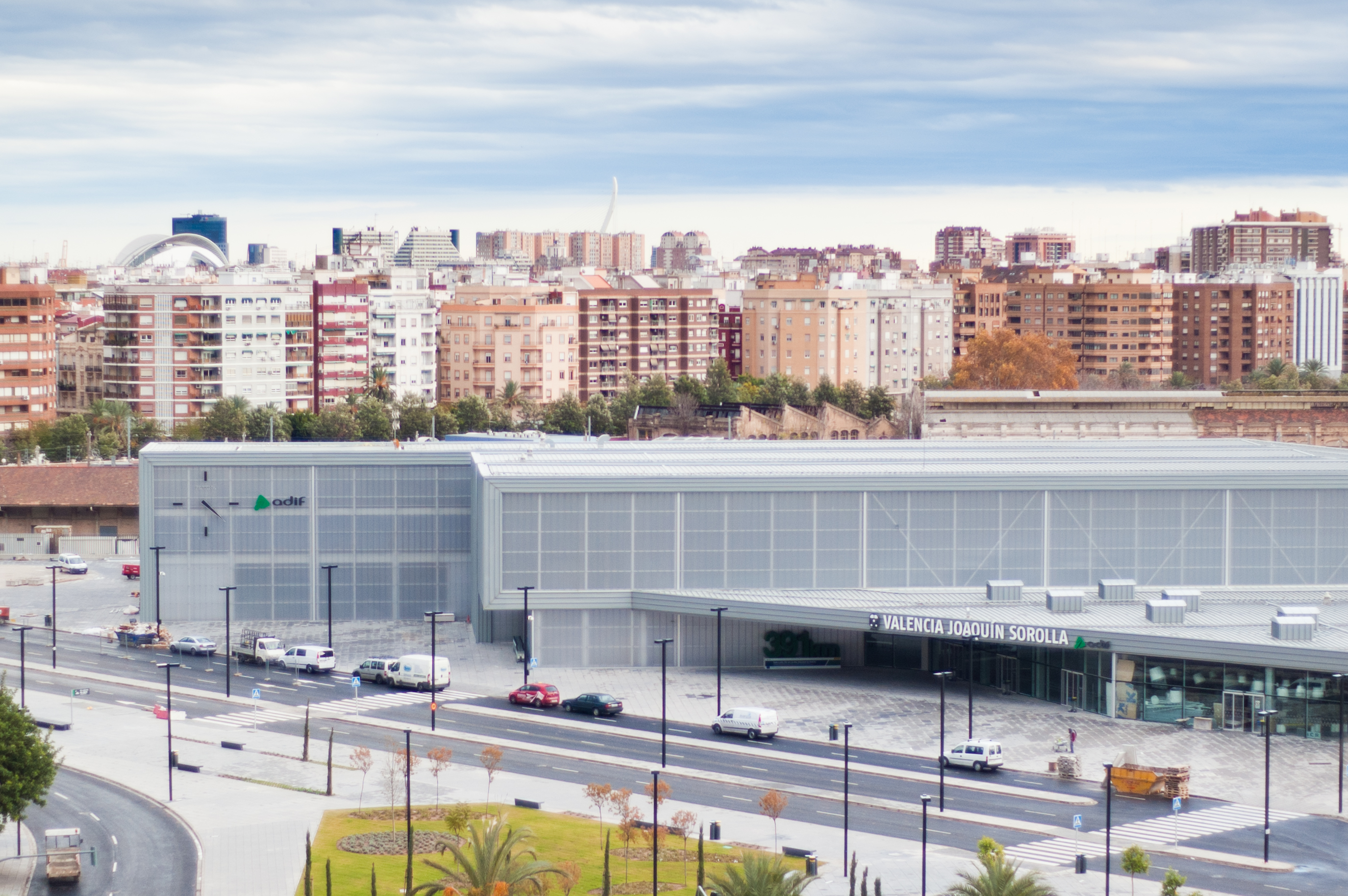
Vista de la actual estación de ferrocarril Valencia-Joaquín Sorolla, ubicada en la zona de la futura fase II del Parque Central.

La estación de ferrocarril Valencia-Joaquín Sorolla permite que Valencia esté disfrutando ya del AVE y constituye una pieza importante para poder llevar adelante la actuación Valencia Parque Central. Esta estación será desmontada cuando entre en funcionamiento la Estación Central subterránea y el nuevo vestíbulo. En ese momento se trasladarán todos los servicios ferroviarios y podrá ejecutarse la parte del parque hoy ocupada transitoriamente por este edificio.

#### Sant Isidre, Aragón y Universidad
Las nuevas estaciones de Sant Isidre, Aragón y Universidad mejorarán sustancialmente los servicios de cercanías de Valencia que, gracias al carácter pasante de la nueva estación Central, ganarán en eficiencia. Todas ellas son intermodales y quedarán conectadas directamente con las estaciones de metro y tranvía de la red de Metrovalencia.
Todo el conjunto convertirá esta zona de la ciudad en un gran nudo de comunicación con todos los modos de transporte interconectados.

### Valencia, intermodal
Valencia mejorará de forma notable su comunicación cuando se ejecute la actuación, gracias al carácter intermodal de la futura Estación Central. La actuación ferroviaria permitirá concentrar servicios de cercanías, alta velocidad, metro, tranvía, bus y taxi, conectados de forma rápida y cómoda en el centro de la ciudad.
Una vez ejecutada la Actuación, se incorporarán las nuevas líneas de alta velocidad (Madrid-Valencia, ya en servicio, y el Corredor Mediterráneo) en la red arterial ferroviaria de Valencia; se mejorarán los servicios de mercancías, concentrando instalaciones; y se fomentará la intermodalidad con otros modos de transporte. Además, al mantener la centralidad de la estación y transformarla en un gran nudo intermodal, mejorarán los servicios de viajeros. El eje pasante resolverá la situación en fondo de saco de la Estación del Norte y dará continuidad a la alta velocidad en dirección a Castellón. También las cercanías serán pasantes y tendrán dos nuevas estaciones —Aragón y Universidad— conectadas con metro y tranvía, lo que aumentará de forma notable la capacidad de la red. Los municipios del área metropolitana quedarán mejor integrados en la red de transporte, lo que proporcionará mayores posibilidades de desplazamiento a los ciudadanos.